# Джетигаринський гірничо-збагачувальний комбінат
Джетигаринський гірничо-збагачувальний комбінат — підприємство з видобутку і збагачення азбестових руд у Кустанайській області Казахстану.

## Історія
Веде свою історію з кінця ХХ ст.

## Характеристика
Середній вміст хризотил-азбесту у руді 3,88 %.

## Технологія розробки
Розробка родовища — відкритим способом до глибини 550 м.
Необхідний для сушки азбесту природний газ надходить по трубопроводу Бреди – Житікара. 